# Новоникольский (Алтайский край)
Новоникольский — посёлок в Алейском районе Алтайского края России. Входит в состав Кировского сельсовета.

## География
Посёлок находится в центральной части Алтайского края, в лесостепной зоне, на расстоянии примерно 25 километров (по прямой) к северу от города Алейск, административного центра района.
Абсолютная высота — 207 метров над уровнем моря.
Климат резко континентальный. Средняя температура января −17,6 °C, июля — +20 °C. Годовое количество осадков — 440 мм.

## История
Выселок Ново-Никольский был основан в 1923 году. В 1928 году в Ново-Никольском имелось 81 хозяйство, проживало 466 человек. В административном отношении выселок являлся частью Кондратьевского сельсовета Алейского района Барнаульского округа Сибирского края.

## Население
| 1926 | 1997 | 1998 | 1999 | 2000 | 2001 | 2002 | 2003 | 2004 |
| ---- | ---- | ---- | ---- | ---- | ---- | ---- | ---- | ---- |
| 466  | ↘215 | ↘210 | ↘206 | ↘200 | →200 | ↗201 | ↗202 | ↘170 |
| 2005 | 2006 | 2007 | 2008 | 2009 | 2010 | 2011 | 2012 | 2013 |
| ↘164 | ↘152 | ↗163 | ↘160 | ↘156 | ↘120 | →120 | ↘105 | ↗108 |

национальный состав
Согласно результатам переписи 2002 года, в национальной структуре населения русские составляли 77 % от 218 жителей.

## Инфраструктура
В посёлке функционирует фельдшерско-акушерский пункт.

## Улицы
Уличная сеть посёлка состоит из 5 улиц.

## Транспорт
Посёлок доступен по дороге общего пользования межмуниципального значения «Алейск — Кировское — Новоникольский — Дубровский» (идентификационный номер 01 ОП МЗ 01Н-0101).